# HK Dinamo Volgograd
Dinamo (håndboldklub, Volgograd) (russisk: Динамо Волгоград) er en håndboldklub fra Volgograd i Rusland. Klubben har deltaget i de forskellige Europacup-turneringer adskillige gange, senest i 2009/10. Deres eneste europæiske titel er imidlertid i 2007/08 i EHF Cup'en.

## Europæisk deltagelse
- Champions League (8 deltagelser): 1999/00, 2000/01, 2001/02, 2003/04, 2004/05, 2005/06, 2006/07 samt i 2009/10. Har foruden deltaget i kvalifikationen uden at kvalificere sig i 2002/03, 2003/04 og 2008/09 – i alt tre gange
- City Cup'en (1): 1997/98,
- EHF Cup'en (4): 1998/99, 2002/03, 2003/04, 2007/08 og 2008/09
- Cup Winners' Cup (1): 2004/05 (efter exit i Champions League)